# West Devon
West Devon är ett distrikt (motsvarande kommun) i grevskapet Devon i England, Storbritannien. Distriktet har 58 190 invånare (2022).  
Större orter är Okehampton och Tavistock. Distriktet är indelat i 56 civil parishes.